# Festuca robustifolia
Festuca robustifolia är en gräsart som beskrevs av Markgr.-dann. Festuca robustifolia ingår i släktet svinglar, och familjen gräs. Inga underarter finns listade i Catalogue of Life.